# Johnny Wernersson
Bo Johnny Wernersson, född 13 februari 1979 i Arboga, är en svensk filmregissör och manusförfattare som driver produktionsbolaget Backa Studios AB sedan 2009 tillsammans med filmregissören och manusförfattaren Malin Dahl.
Hans första långfilm, den svenska komedin Jango on Tour, släpptes 2011 distribuerades av Cinematic Vision över hela Norden. Filmen regisserades och skrevs i samarbete med Malin Dahl.
År 2019 hade filmen Lantisar premiär på Sjöängen i Askersund och släpptes sedan på ca 60 biografer i Sverige. Filmen var Johnny Wernerssons och Malin Dahls andra långfilmssamarbete. Manus skrevs av Dahl tillsammans med Wernersson och den regisserades av Dahl. Producent till filmen var Backa Studios AB samt Närkesbergsfilm AB. Lantisar visades på SVT sommaren 2020–2023.